# Caro Babbo Natale...
Caro Babbo Natale... (Dear Santa) è un film per la televisione del 2011.

## Trama
Crystal (Amy Acker) è una donna ricca e viziata che un giorno trova una lettera per Babbo Natale. Nella lettera  una ragazzina chiede una nuova moglie per suo padre. Quando accogli il destino in questo modo, che cosa può fare una povera donna ricca?...Incontra così Derek, il papà della ragazzina dalla richiesta molto sentita. Derek purtroppo sta già frequentando un'altra donna, antipatica ed arrivista che oltre a far finta di condividere scelte e la vita di Derek è anche pronta con tutti i mezzi a tenerselo stretto.